# Camponotus orinus
Camponotus orinus är en myrart som beskrevs av Dumpert 1995. Camponotus orinus ingår i släktet hästmyror, och familjen myror. Inga underarter finns listade.